# بتانی (نبراسکا)
بتانی (به انگلیسی: Bethany) یک منطقهٔ مسکونی در ایالات متحده آمریکا است که در نبراسکا واقع شده‌است. بتانی ۳۷۳ متر بالاتر از سطح دریا واقع شده‌است.